# Jours tranquilles d'août
Pour plus de détails, voir Fiche technique et Distribution.
Jours tranquilles d'août (Ήσυχες μέρες του Αυγούστου (Isiches méres tou Augoustou)) est un film grec réalisé par Pantelís Voúlgaris et sorti en 1991.

## Synopsis
Trois histoires avec en toile de fond une Athènes désertée au mois d'août : une chaleur étouffante, pas de bruit, pas de pollution, pas d'embouteillage.
Un vieux marin à la retraite n'a plus rien en commun avec son épouse. Un jour, il sauve une femme qui s'est évanoui dans le métro, le jour même de la mort de son mari. Un employé de banque retrouve tous les soirs au téléphone une femme. Ils ont une conversation érotique. Il devient obsédé par l'idée de la rencontrer. Quand il la retrouve, il est déçu et la magie s'évapore. Une vieille femme vivant seule avec les souvenirs de son amant pendant la guerre se lie avec sa jeune voisine. La jeune femme escroque la personne âgée qui refuse de porter plainte.

## Fiche technique
- Titre : Jours tranquilles d'août
- Titre original : Ήσυχες μέρες του Αυγούστου (Isiches méres tou Augoustou)
- Réalisation : Pantelís Voúlgaris
- Scénario : Pantelís Voúlgaris
- Direction artistique : Periklís Hoúrsoglou
- Décors : Anastassia Arseni
- Costumes : Anastassia Arseni
- Photographie : Dínos Katsourídis
- Son : Andreas Achladis et Thanassis Giorgiadis
- Montage : Dínos Katsourídis
- Musique : Mános Hadjidákis
- Production :  Centre du cinéma grec, Pantelís Voúlgaris et Kineton SA
- Pays d'origine :  Grèce
- Langue : Grec, Français
- Format : Noir et blanc — 35 mm — 1,66:1 — Son : Mono
- Genre : Film dramatique
- Durée : 108 minutes
- Dates de sortie : 1991

## Distribution
- Chryssoula Diavati
- Thanassis Vengos
- Alekos Oudinotis
- Irene Iglessi
- Aleka Paizi
- Themis Bazaka

## Récompenses
- Prix du ministère de la Culture remis lors du Festival international du film de Thessalonique 1992 : meilleur film, meilleur acteur, meilleure actrice